# Hapalopeza fulmeki
Hapalopeza fulmeki är en bönsyrseart som beskrevs av Werner 1926. Hapalopeza fulmeki ingår i släktet Hapalopeza och familjen Iridopterygidae. Inga underarter finns listade i Catalogue of Life.